# Jim Carter (acteur)
James Edward "Jim" Carter (Harrogate, North Yorkshire, Engeland 19 augustus 1948) is een Brits acteur, bekend door vele theater-, film- en tv-rollen, onder meer als butler in de kostuumserie Downton Abbey (2010-2015). 

## Biografie
Zijn vader werkte voor het luchtvaartministerie en zijn moeder was een boerenmeisje dat later schoolsecretaresse werd. Carter bezocht Ashville College, Harrogate, en studeerde rechten aan de Universiteit van Sussex. Hij ging daar spelen bij de Drama Society, in de titelrol van John Ardens Serjeant Musgrave's Dance in de eerste studentenproductie in het nieuw gebouwde Gardner Arts Centre Theatre. Na twee jaar verliet hij de universiteit om te gaan spelen in een theatergroep in Brighton.
Carters filmloopbaan omvat Top Secret! (1984), A Month in the Country (1987), The Madness of King George (1994), Richard III (1995), Brassed Off (1996), Shakespeare in Love (1998), The Little Vampire (2000), Ella Enchanted (2004) en Detective Victor Getz in The Thief Lord (2006). Hij speelde John Faa in The Golden Compass (2007).
In televisieproducties was hij te zien in Lipstick on your collar (1993), Cracker (1994), The Way We Live Now (2001), The Singing Detective (1986), Arabian Nights (2000), The Chest (1997), Red Riding (2009), A Very British Coup (1988) en in afleveringen van de series Hornblower (2003) en Midsomer Murders (2004). Hij speelde ook Captain Brown in de BBC-serie Cranford (2007) en Mayor Waldo in de Amerikaanse miniserie Dinotopia (2002). Van 2010 tot 2015 had hij een hoofdrol als de butler Mr. Carson in de ITV-kostuumserie Downton Abbey.

## Filmografie
| Jaar | Film                                     | Rol                                       | Aantekeningen                                                          |
| ---- | ---------------------------------------- | ----------------------------------------- | ---------------------------------------------------------------------- |
| 1980 | Fox                                      | Cliff Ryan                                | TV serie (2 afleveringen)                                              |
| 1980 | Flash Gordon                             | Azurian Man                               |                                                                        |
| 1984 | December Flower                          | Tandarts                                  | TV film                                                                |
| 1984 | Top Secret!                              | Déjà Vu, verzetsman                       |                                                                        |
| 1984 | The Company of Wolves                    | Tweede echtgenoot                         | Uncredited                                                             |
| 1984 | Hiawatha                                 | Spreker                                   | TV film                                                                |
| 1984 | A Private Function                       | Inspecteur Noble                          |                                                                        |
| 1985 | The Bill                                 | Stan                                      | TV serie (aflevering: "Death of a Cracksman")                          |
| 1985 | Widows 2                                 | Det. Insp. Frinton                        | TV mini-serie (2 afleveringen)                                         |
| 1985 | Rustlers' Rhapsody                       | Blackie                                   |                                                                        |
| 1986 | The American Way                         | Castro                                    |                                                                        |
| 1986 | Haunted Honeymoon                        | Montego                                   |                                                                        |
| 1986 | The Monocled Mutineer                    | Spencer                                   | TV series (1 episode: "A Dead Man on Leave")                           |
| 1986 | Lost Empires                             | Inspecteur Crabbe                         | TV mini-serie (2 afleveringen)                                         |
| 1986 | The Singing Detective                    | Mr. Marlow                                | TV serie (5 afleveringen)                                              |
| 1987 | Harry's Kingdom                          | Bill                                      | TV film                                                                |
| 1987 | A Month in the Country                   | Ellerbeck                                 |                                                                        |
| 1988 | The First Kangaroos                      | Arthur Hughes                             |                                                                        |
| 1988 | Star Trap                                | Dr. Wax                                   | TV film                                                                |
| 1988 | Soursweet                                | Mr. Constantinides                        |                                                                        |
| 1988 | A Very British Coup                      | The Cabinet - Newsome                     | TV mini-serie (2 afleveringen)                                         |
| 1988 | The Raggedy Rawney                       | De soldaat                                |                                                                        |
| 1988 | Christabel                               | Bausch                                    | TV film                                                                |
| 1988 | Hallmark Hall of Fame                    | Pierre                                    | TV serie (aflevering: "The Tenth Man")                                 |
| 1988 | Thompson                                 |                                           | TV serie (aflevering: "Episode No.1.6")                                |
| 1989 | Precious Bane                            | Sarn                                      | TV film                                                                |
| 1989 | The Rainbow                              | Mr. Harby                                 |                                                                        |
| 1989 | Erik the Viking                          | Jennifer de Viking                        |                                                                        |
| 1989 | Duck                                     |                                           | Korte film                                                             |
| 1989 | Screen Two                               | Vader                                     | TV serie (2 afleveringen: 1989-1994)                                   |
| 1990 | A Sense of Guilt                         | Richard Murray                            | TV film                                                                |
| 1990 | Zorro                                    | Colonel Mefisto Palomarez                 | TV serie (2 afleveringen)                                              |
| 1990 | The Witches                              | Hoofdchef                                 |                                                                        |
| 1990 | The Gravy Train                          | Personip                                  | TV serie (aflevering: "Episode No.1.3")                                |
| 1990 | Crimestrike                              | De Detective                              |                                                                        |
| 1990 | The Fool                                 | Mr. Blackthorn                            |                                                                        |
| 1991 | Incident in Judaea                       | Afranius                                  | TV film                                                                |
| 1991 | Screen One                               | Ray Galton                                | TV serie (aflevering: "Hancock")                                       |
| 1991 | Casualty                                 | Matthew Charlton                          | TV serie (aflevering: "Dangerous Games")                               |
| 1991 | Murder Most Horrid                       | Various                                   | TV serie (3 afleveringen: 1991-1999)                                   |
| 1992 | Blame It on the Bellboy                  | Rossi                                     |                                                                        |
| 1992 | Great Performances                       | Meinertzhagen                             | TV serie (aflevering: "A Dangerous Man: Lawrence After Arabia")        |
| 1992 | Between the Lines                        | D.I. Dick Corbett                         | TV serie (aflevering: "Lies and Damned Lies")                          |
| 1992 | Soldier Soldier                          | Snr. Supt. Derek Tierney, RHKP            | TV serie (aflevering: "Lifelines")                                     |
| 1992 | Stalin                                   | Sergo                                     | TV film                                                                |
| 1993 | Lipstick on Your Collar                  | Inspecteur                                | TV mini-series (1 episode: "Episode No.1.5")                           |
| 1993 | A Year in Provence                       | Ted Hopkins                               | TV mini-serie (aflevering: "Room Service")                             |
| 1993 | The Comic Strip Presents                 | Commandant                                | TV serie (aflevering: "Detectives on the Edge of a Nervous Breakdown") |
| 1993 | Medica                                   | Hugh Buckley                              | TV serie (aflevering: "Episode No.3.6")                                |
| 1993 | Resnick: Rough Treatment                 | Grabianski                                | TV film                                                                |
| 1993 | The Hour of the Pig                      | Mathieu                                   |                                                                        |
| 1993 | Minder                                   | Tompkins                                  | TV serie (2 afleveringen: 1993-1994)                                   |
| 1994 | Pie in the Sky                           | Alec Bailey                               | TV serie (aflevering: "Passion Fruit Fool")                            |
| 1994 | Black Beauty                             | John Manly                                |                                                                        |
| 1994 | Cracker                                  | Kenneth Trant                             | TV serie (3 afleveringen)                                              |
| 1994 | Shakespeare: The Animated Tales          | Marc Anthony (stem)                       | TV serie (aflevering: "Julius Caesar")                                 |
| 1994 | Open Fire                                | Dept. Chief Supt. Young                   | TV film                                                                |
| 1994 | Midnight Movie                           | Henry Harris                              | TV film                                                                |
| 1994 | The Madness of King George               | Charles James Fox                         |                                                                        |
| 1995 | It Could Be You                          | Wally "Lottery" Whaley                    | TV film                                                                |
| 1995 | The Late Show                            | Albert Knox                               | TV documentaire (aflevering: "Sophie's World")                         |
| 1995 | Dangerfield                              | Stephen Millwood                          | TV serie (aflevering: "A Patient's Secret")                            |
| 1995 | Mrs. Hartley and the Growth Centre       | Inspecteur                                | TV film                                                                |
| 1995 | Richard III                              | Lord William Hastings                     |                                                                        |
| 1995 | The Grotesque                            | George Lecky                              |                                                                        |
| 1995 | Coogan's Run                             | Fraser                                    | TV serie (aflevering: "Natural Born Quizzers")                         |
| 1995 | Balto                                    | Stem                                      | Uncredited                                                             |
| 1996 | Brassed Off                              | Harry                                     |                                                                        |
| 1997 | Harpur and Iles                          | Tenderness Mellick                        | TV film                                                                |
| 1997 | The Missing Postman                      | DS Lawrence Pitman                        | TV film                                                                |
| 1997 | The Chest                                | Roland Blood                              | TV film                                                                |
| 1997 | Smith and Jones                          |                                           | TV serie (1 aflevering)                                                |
| 1997 | Ain't Misbehavin                         | Maxie Morrell                             | TV serie (3 afleveringen)                                              |
| 1997 | Keep the Aspidistra Flying               | Erskine                                   |                                                                        |
| 1997 | Bright Hair                              | Norman Devenish                           | TV film                                                                |
| 1998 | Bill's New Frock                         | Mr. Platworthy                            | Korte film                                                             |
| 1998 | Vigo: A Passion for Life                 | Bonaventure                               | Uncredited                                                             |
| 1998 | Legionnaire                              | Lucien Galgani                            |                                                                        |
| 1998 | Shakespeare in Love                      | Ralph Bashford                            | Screen Actors' Guild Award - Outstanding Performance by a Cast         |
| 1999 | Trial By Fire                            | Geoffrey Bailey                           | TV film                                                                |
| 1999 | Tube Tales                               | Kaart controleur                          | TV film                                                                |
| 2000 | Arabian Nights                           | Ja'Far                                    | TV film                                                                |
| 2000 | The Little Vampire                       | Rookery                                   |                                                                        |
| 2000 | The Scarlet Pimpernel                    | General La Forge                          | TV serie (aflevering: "Friends and Enemies")                           |
| 2000 | 102 Dalmatians                           | Detective Armstrong                       |                                                                        |
| 2001 | Jack and the Beanstalk: The Real Story   | Odin, Member of Great Council of Mac Slec | TV film                                                                |
| 2001 | The Way We Live Now                      | Mr. Brehgert                              | TV mini-serie (3 afleveringen)                                         |
| 2002 | Inside the Murdoch Dynasty               | Spreker                                   | TV film                                                                |
| 2002 | Dinotopia                                | Mayor Waldo                               | TV mini-serie (3 afleveringen)                                         |
| 2002 | Heartlands                               | Geoff                                     |                                                                        |
| 2002 | Dalziel and Pascoe                       | Ted Lowry                                 | TV serie (aflevering: "The Unwanted")                                  |
| 2003 | Hornblower                               | Etheridge                                 | TV serie (aflevering: "Duty")                                          |
| 2003 | Helen of Troy                            | Pirithous                                 | TV film                                                                |
| 2003 | Bright Young Things                      | Chief Customs Officer                     |                                                                        |
| 2003 | 16 Years of Alcohol                      | Director                                  |                                                                        |
| 2003 | Strange                                  | Inspector Stuart                          | TV serie (aflevering: "Asmoth")                                        |
| 2003 | Trevor's World of Sport                  | Sir Frank Luckton                         | TV serie (aflevering: "A Man's Game")                                  |
| 2003 | Trial and Retribution                    | Dr. Jenkins                               | TV serie (aflevering: "Suspicion: Part 1")                             |
| 2003 | Pompeii: The Last Day                    | Polybius                                  | TV film                                                                |
| 2003 | Cromwell: Warts and All                  | Oliver Cromwell                           | TV film                                                                |
| 2003 | Midsomer Murders                         | Nathan Green                              | TV serie (aflevering: "The Fisher King")                               |
| 2004 | Ella Enchanted                           | Nish                                      |                                                                        |
| 2004 | London                                   | Henry Fielding                            | TV film                                                                |
| 2004 | Casablanca Driver                        | Joe Mateo, l'agent                        |                                                                        |
| 2004 | Modigliani                               | Achilles Hébuterne                        |                                                                        |
| 2004 | Out of Season                            | Michael Philipps                          |                                                                        |
| 2004 | Von Trapped                              | Larry Lavelle                             | TV film                                                                |
| 2004 | Blue Murder                              | Frank Evans                               | TV serie (aflevering: "Up in Smoke")                                   |
| 2005 | House of 9                               | The Watcher                               | Voice                                                                  |
| 2006 | The Thief Lord                           | Victor                                    |                                                                        |
| 2006 | Aberfan: The Untold Story                | Lord Robens                               | TV documentaire                                                        |
| 2006 | The Secret Life of Mrs. Beeton           | Henry Dorling                             | TV film                                                                |
| 2006 | The Wind in the Willows                  | Machinist                                 | TV film                                                                |
| 2007 | Recovery                                 | Mr. Lockwood                              | TV film                                                                |
| 2007 | Cassandra's Dream                        | Garage Baas                               |                                                                        |
| 2007 | Silent Witness                           | Malcolm Young                             | TV serie (2 afleveringen)                                              |
| 2007 | The Golden Compass                       | John Faa                                  |                                                                        |
| 2007 | Cranford                                 | Captain Brown                             | TV mini-serie (7 afleveringen: 2007-2009)                              |
| 2008 | The Oxford Murders                       | Inspector Petersen                        |                                                                        |
| 2008 | Caught in a Trap                         | Brian Perkins                             | TV film                                                                |
| 2009 | Red Riding: In the Year of Our Lord 1980 | Harold Angus                              |                                                                        |
| 2009 | Red: In the Year of Our Lord 1983        | Harold Angus                              |                                                                        |
| 2009 | Creation                                 | Joseph Parslow                            |                                                                        |
| 2009 | Wish 143                                 | Priester                                  | Short                                                                  |
| 2010 | Punk Strut: The Movie                    | Skippy                                    |                                                                        |
| 2010 | Burlesque Fairytales                     | The Compere                               |                                                                        |
| 2010 | Alice in Wonderland                      | The Executioner                           | Stem                                                                   |
| 2010 | Downton Abbey                            | Butler Mr. Carson                         | TV serie (34 afleveringen)                                             |
| 2017 | Knightfall                               | Paus Bonifatius VIII                      | TV serie                                                               |
| 2019 | Downton Abbey (film)                     | Butler Mr. Carson                         |                                                                        |
| 2022 | Downton Abbey: A New Era                 | Butler Mr. Carson                         |                                                                        |
| 2023 | Wonka                                    | Abacus Crunch                             |                                                                        |